# Frieden von Le Fleix

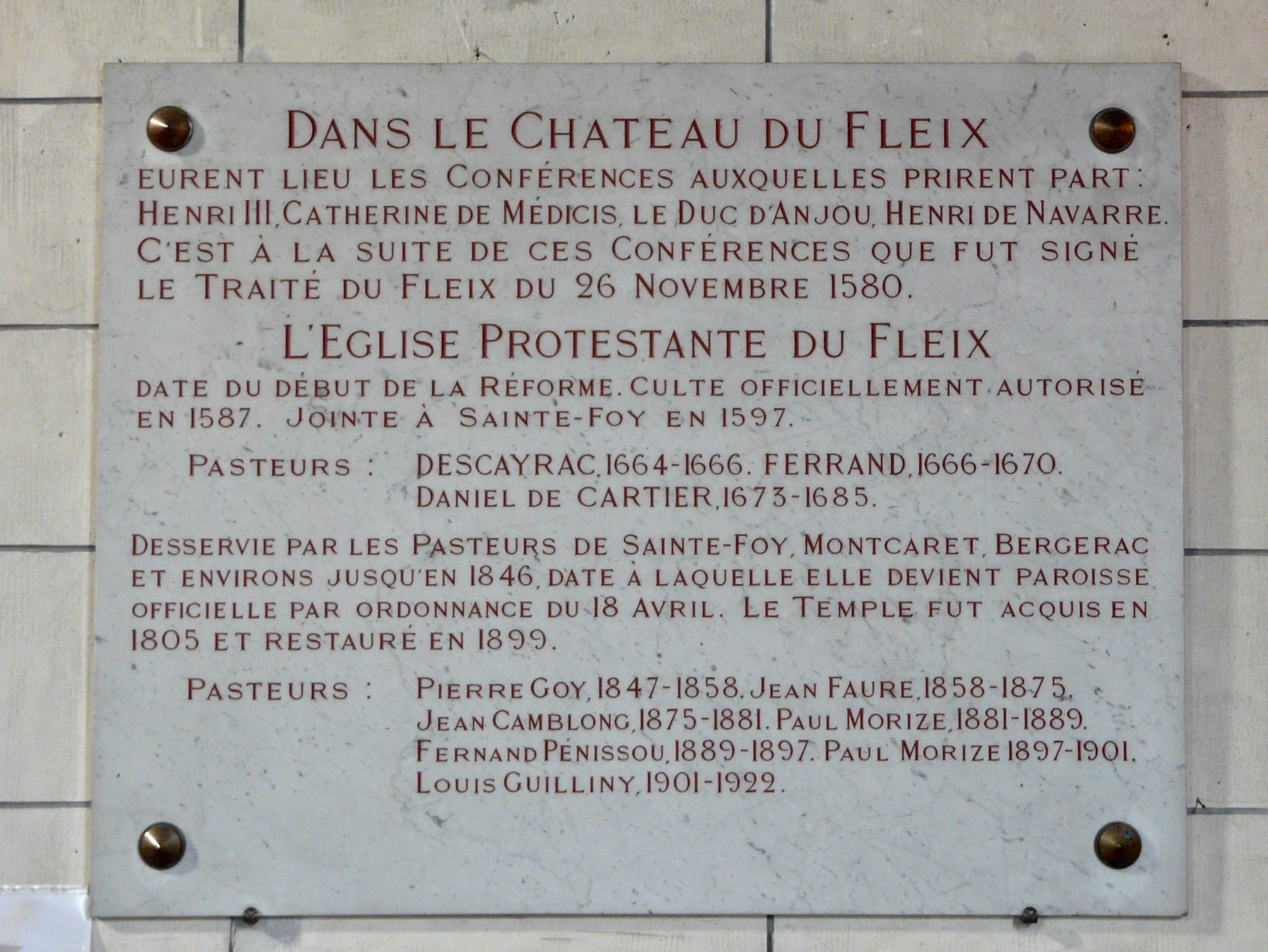
Tafel im Inneren des Tempels von Le Fleix, Dordogne, Frankreich

Der Frieden von Le Fleix, auch bekannt als Konvention oder Konferenz von Le Fleix und Frieden der Liebenden, der am 26. November 1580 unterzeichnet wurde, beendete den Siebten Hugenottenkrieg. Er wurde am 26. Januar 1581 in Montaigu verkündet.
Der Name stammt von dem Dorf Le Fleix im Périgord, wo der Vertrag im Schloss des Marquis de Trans, Germain Gaston de Foix, einem Vetter des Königs von Navarra, unterzeichnet wurde. Anwesend waren unter anderem der Bruder des französischen Königs, François, Herzog von Alençon, der die Interessen seines Bruders König Heinrich III. vertrat, und Heinrich, König von Navarra (der spätere Heinrich IV.), der die Interessen der Hugenottenpartei vertrat und der seine militärischen Bemühungen auf die Niederlande konzentrieren wollte.
Das Abkommen erkannte insgesamt alle früheren Verträge an, die den Hugenotten religiöse Privilegien gewährten.

## Auszug aus dem Vertrag
„… Fait à Flex près Sainte-Foy, le 26 jour de Novembre 1580. Ainsi signé de la propre main de Montseigneur le frère du roi, Francois. Et de la propre main du roi de Navarre, Henri“